# Profildichtung

Querschnitt einer Profildichtung

Die Profildichtung ist eine aus synthetischem Kautschuk bestehende Dichtung, die ungewollte Stoffübergänge durch eine Schleuse verhindert. In diesem Zusammenhang wird sie im Alltag zur Abdichtung von Fenstern bzw. Türen mit ihrem jeweiligen Rahmensystem genutzt.
Vorrangig verhindert sie das Eindringen von Luft sowie Feuchtigkeit durch das Rahmensystem. Jedoch gewinnt sie aktuell auch immer mehr Bedeutung in der Wärmedämmung, da die Energieentweichung einen kritischen Punkt darstellt. In der Industrie werden vor allem Hochleistungs-Profildichtungen genutzt die eine hermetische Abdichtung benötigen, wie beispielsweise in der Virologie.
Ihren Namen verdankt die Dichtung ihrem zumeist markanten Querschnittsprofil. Die Vielzahl an Profilen ist auf die große Bandbreite an Rahmensystemen zurückzuführen, hierbei muss jedes Profil in der Form genau dem Rahmen angepasst werden um ideal abzudichten. Sie besteht zumeist aus den Kunststoffen ADPK, EPDM, oder TPE, da diese besonders witterungsbeständig sind.

## Anwendung
Die Profildichtung wird in Schlauchform produziert. Im Gebrauch wird sie, gemäß der benötigten Länge, im Profil durchgeschnitten. Dieses Teilstück wird dann mit dem Profil voraus in einer Kerbe innerhalb des Rahmens hineingearbeitet. Die Dichtung ist ohne jegliche Hilfsmittel mit dem Rahmen verbunden.